# Ungarische griechisch-katholische Kirche

Diözesen der Ungarischen griechisch-katholischen Kirche

Die Ungarische griechisch-katholische Kirche ist eine mit der römisch-katholischen Kirche unierte Teilkirche (Metropolie sui iuris). Die Gläubigen der Ungarischen griechisch-katholischen Kirche erkennen den Papst als ihr geistliches Oberhaupt an; ihr Gottesdienst und ihr geistliches Leben folgen aber dem byzantinischen Ritus. Die meisten ihrer rund 300.000 Mitglieder leben im Nordosten Ungarns, wo alle drei Diözesen der Kirche ihren Sitz haben. Den höchsten Anteil gibt es im Komitat Szabolcs-Szatmár-Bereg (17 Prozent), im Westen des Landes ist die Kirche hingegen kaum vertreten.

## Geschichte
Zur ungarischen griechisch-katholischen Kirche gehörten ursprünglich ruthenische und rumänische Muttersprachler, die vermutlich magyarisiert worden waren. Da ihre Liturgiesprache Kirchenslawisch war, galten sie als Zugehörige zur Ruthenischen Kirche. Diese entstand 1646 durch die Kirchenunion von Uschhorod und umfasste vorwiegend Gläubige im damaligen Oberungarn, was der heutigen Oblast Transkarpatien in der Westukraine, der östlichen Slowakei und dem Nordosten des heutigen Staats Ungarn entspricht.
Gruppen meist slawischsprachiger orthodoxer Christen, die im 15. bis 17. Jahrhundert im Zuge der Osmanischen Expansion in Südosteuropa nach Ungarn geflohen waren, unterstellten sich zwar der örtlichen katholischen Hierarchie, behielten aber wie auch die ansässigen Slowaken ihren gottesdienstlichen Ritus bei. Eine weitere Wurzel liegt in ungarischen Protestanten, die im 18. Jahrhundert zum byzantinischen Ritus wechselten. Im 18. Jahrhundert begann ein Teil dieser Gruppen sich für den Gebrauch der ungarischen Sprache in der Liturgie zu interessieren. So gab es seit 1795 eine Liturgie des heiligen Johannes Chrysostomos, der im 19. Jahrhundert noch andere liturgische Bücher folgen sollten. Das Ungarische wurde aber von den entsprechenden kirchlichen Behörden abgewiesen, so dass diese Liturgie zwar angewendet, nicht aber gutgeheißen wurde.
Im Heiligen Jahr 1900 pilgerte eine Gruppe von Gläubigen nach Rom, wo sie Papst Leo XIII. um die Genehmigung ihrer Liturgie und die Errichtung einer eigenständigen Diözese für sie baten. Doch erst mit Papst Pius X. ging ihr Wunsch in Erfüllung, und es kam am 18. Juni 1912 zur Errichtung der Diözese Hajdúdorog, die für 162 Gemeinden zuständig war. Die damit verbundene Anweisung des Papstes, die Liturgie zukünftig in griechischer Sprache zu feiern und das Ungarische auf außerliturgische Bereiche zu beschränken, wurde jedoch nicht umgesetzt. Eine ursprünglich auf drei Jahre befristete Übergangsphase wurde durch den Ausbruch des Ersten Weltkriegs auf unbestimmte Zeit verlängert. Nach dem Krieg und dem Zerfall der Habsburgermonarchie wurde 1924 ein Exarchat für die in Ungarn verbliebenen Ruthenen errichtet, das Apostolische Exarchat Miskolc (die Eparchien Mukatschewo und Prešov lagen nach den neuen Grenzen in der Tschechoslowakei). Die noch kirchenslawischen Ruthenen wechselten jedoch auch bald zum Ungarischen, wodurch es ab 1940 auch durch den Exarchen der Ungarischen griechisch-katholischen Kirche bedient wurde.
Im kommunistischen Ungarn kam es zu Repressionen, anders als in der Sowjetunion, der Tschechoslowakei oder Rumänien wurde die griechisch-katholische Kirche aber nicht verboten. Die Glaubensgemeinschaft blieb mitgliederstark. Die freie Religionsausübung wurde erst mit dem Fall des Eisernen Vorhanges 1989 wieder möglich. 
Bis zur Reorganisation der ungarischen griechisch-katholischen Kirche im März 2015 residierte der Exarch der Ungarischen griechisch-katholischen Kirche als Bischof von Hajdúdorog in Nyíregyháza, bis 2011 war das Amt in Personalunion mit dem ruthenischen Exarchat Miskolc verbunden. Mit der Reorganisation erhob Papst Franziskus die Ungarische griechisch-katholische Kirche als Metropolitankirche sui iuris in den Rang einer eigenständigen Teilkirche, die sich über ganz Ungarn ausdehnt. Die Jurisdiktion bezieht sich auf alle Katholiken des byzantinischen Ritus. Das Bistum Hajdúdorog wurde zur Erzeparchie Hajdúdorog erhoben. Gleichzeitig errichtete der Papst aus Gebietsabtretungen dieser Diözese die Eparchie Nyíregyháza und erhob das bisherige Apostolische Exarchat Miskolc zur Eparchie Miskolc. Beide Diözesen wurden der Erzeparchie Hajdúdorog als Suffragane unterstellt. Zusammen mit den Bischöfen des lateinischen Ritus sind die drei griechisch-katholischen Bischöfe in der ungarischen Bischofskonferenz vertreten.
Die Ungarische griechisch-katholische Kirche zählt etwa 300.000 Mitglieder. Sie sind hauptsächlich in den drei nordöstlichen Komitaten Szabolcs-Szatmár-Bereg, Hajdú-Bihar und Borsod-Abaúj-Zemplén konzentriert. In den Kreisen Nyírbátor und Nyíradony (jeweils 29 Prozent) sind die unierten Katholiken sogar die stärkste Konfession. In allen übrigen Komitaten liegt der Anteil der Griechisch-Katholiken unter einem Prozent. 
Die von Auswanderern aus Ungarn in den USA gegründeten griechisch-katholischen Gemeinden unterstehen der Metropolie Pittsburgh der Ruthenischen griechisch-katholischen Kirche (Byzantine Catholic Metropolitan Church). Die Diasporagemeinden in Kanada sind der ukrainischen griechisch-katholischen Metropolie Winnipeg zugeordnet. Die ungarische griechisch-katholische Gemeinde in Wien feiert ihre Messen in der Barbarakirche und ist dem Ordinariat für die Gläubigen der katholischen Ostkirchen in Österreich unterstellt.